# زاغ نوک‌زرد

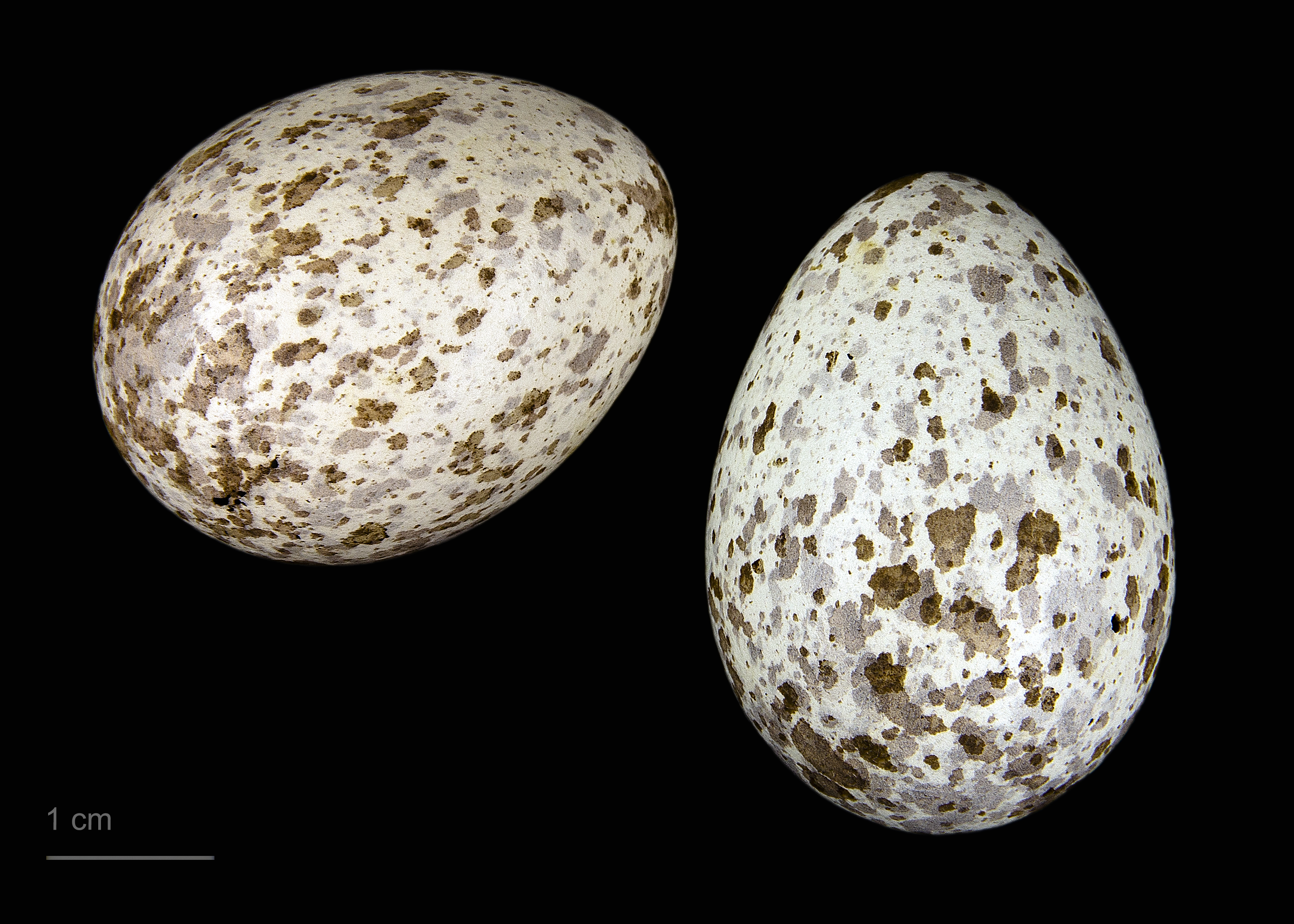
Pyrrhocorax graculus graculus

زاغ نوک‌زرد یا زاغ آلپی (نام علمی: Pyrrhocorax graculus) یک پرنده از خانواده کلاغ است، یکی از تنها دو گونه از سرده زاغ کوهی. دو زیرگونه از آن در کوهستان‌های بلند از اسپانیا و شرق اروپا و شمال آفریقا به آسیای مرکزی، هند و چین وجود دارد.
این پرنده با پرهای زینتی درخشان سفید و مشکی، نوک زرد، پاهای قرمز و صداهای خاص از دیگر پرندگان متمایز است. این پرنده می‌تواند یک پرواز آکروباتیک منظم داشته باشد. رنگ تخم‌های این پرنده سفید و قهوه‌ای می‌باشد. این پرنده برای غذا، در فصل تابستان عمدتاً از شکار جانوران (بی‌مهرگان) بهره می‌برد و در فصل زمستان از میوه‌ها استفاده می‌کند.
تغییرات آب‌وهوایی می‌تواند یک تهدید برای زندگی این گونه باشد که با تغییر زیستگاه پرنده از نقطه‌ای با ارتفاع کم تا نقطه‌ای با ارتفاع زیاد در نوسان است.

## طبقه‌بندی
زاغ نوک‌زرد دارای دو زیرگونه موجود است:
- P. g. graculus در اروپا، آفریقای شمالی، ترکیه و شمال ایران
- P. g. digitatus بزرگ‌تر از نژاد اول است و دارای پاهای قوی‌تر می‌باشد. این گونه به‌طور عمده در هیمالیا یافت می‌شود.

زاغ بال‌سفید استرالیا Corcorax melanorhamphos، با وجود شکل نوک خود و پرهای زینتی سفید و مشکی، تنها زاغی است که دورتر از دیگر گونه‌های زاغ زندگی می‌کند.

## ویژگی‌ها
زاغ‌های نوک‌زرد آلپ بالغ پرهای زینتی سفید و مشکی، یک نوک زرد کوتاه، عنبیه قهوه‌ای تیره، و پاهای قرمز دارند. کمی کوچک‌تر از زاغ نوک‌سرخ، ۳۹–۳۷ سانتیمتر (۱۴٫۶–۱۵٫۳ اینچ) طول به همراه ۱۲–۱۴ سانتیمتر (۴٫۷–۵٫۵ اینچ) دم و ۷۵–۸۵ سانتیمتر (۴۰–۳۳ اینچ) طول بال‌های آنهاست، اما دم کوتاه‌تر و بال‌های بلندتر نسبت به بستگان خویش دارد. جنس نر و ماده در ظاهر یکسان هستند. اگرچه نر به‌طور متوسط کمی از ماده بزرگ‌تر است. زاغ نابالغ نسبت به زاغ بالغ تفاوت‌هایی مانند نوک زردرنگ کدر و پاهای قهوه‌ای دارا می‌باشد. زاغ نوک‌زرد بعید است با گونه دیگری اشتباه شود، اگرچه زاغ نوک‌زرد و نوک‌سرخ شبیه به هم هستند اما زاغ نوک‌زرد کوچک‌تر است و دارای پرهای زینتی خاکستری می‌باشد، و زاغ نوک‌سرخ دارای نوک قرمز و بلند می‌باشد.
زیرگونه P. g. digitatus به‌طور میانگین کمی بزرگ‌تر از زیرگونه نوع اول، با وزن ۱۹۱–۲۴۴ گرم (۶٫۸–۸٫۷ اونس) در برابر ۱۸۸–۲۵۲ گرم (۶٫۷–۹ اونس) و پاهای قوی‌تر است. بر اساس اصل برگمان، که پیش‌بینی می‌کند که جانوران بزرگ‌جثه‌تر باید در ارتفاعات بالاتر یا در مناطق سردتر و خشک‌تر زندگی کنند، احتمال زندگی آنان در این نوع مناطق بیشتر است.
پرواز زاغ نوک‌زرد سریع و آکروباتیک با ضربه شدید بال‌های آن است و در پرواز نسبت به زاغ نوک‌سرخ شناخته می‌شود.

## نگارخانه

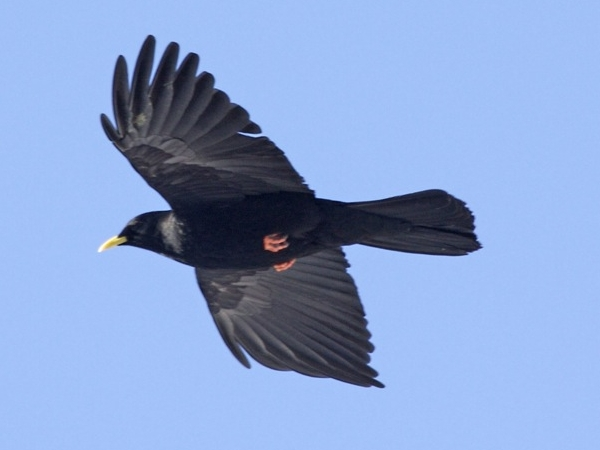
زاغ آلپی در حال پرواز، سوئیس
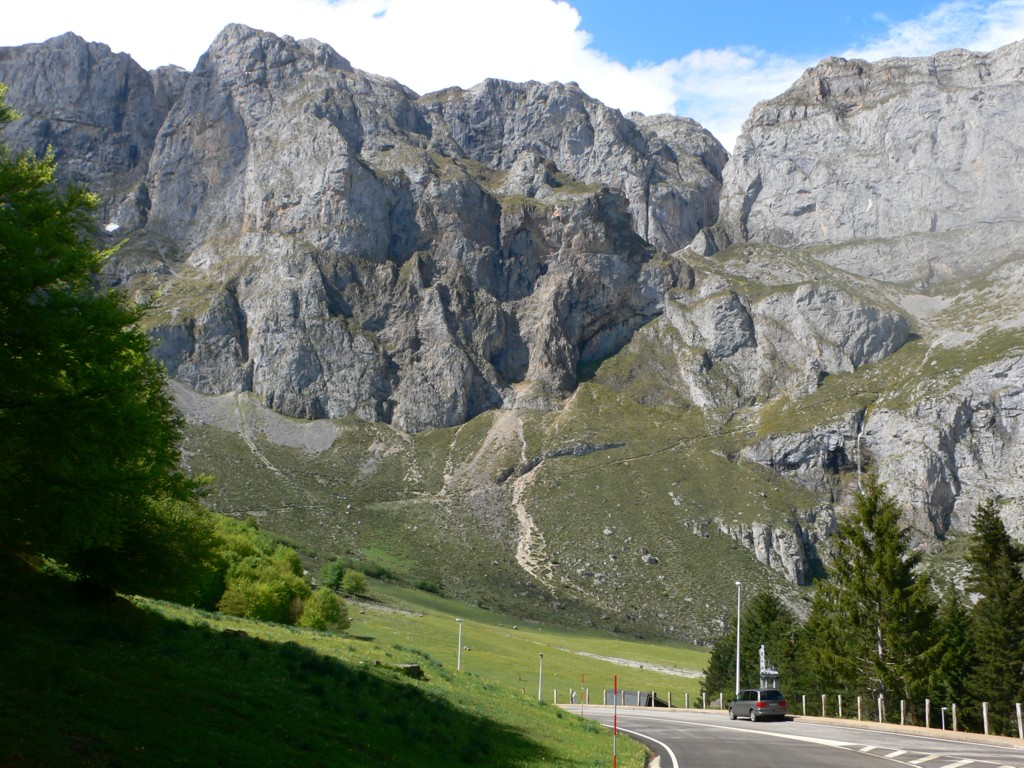
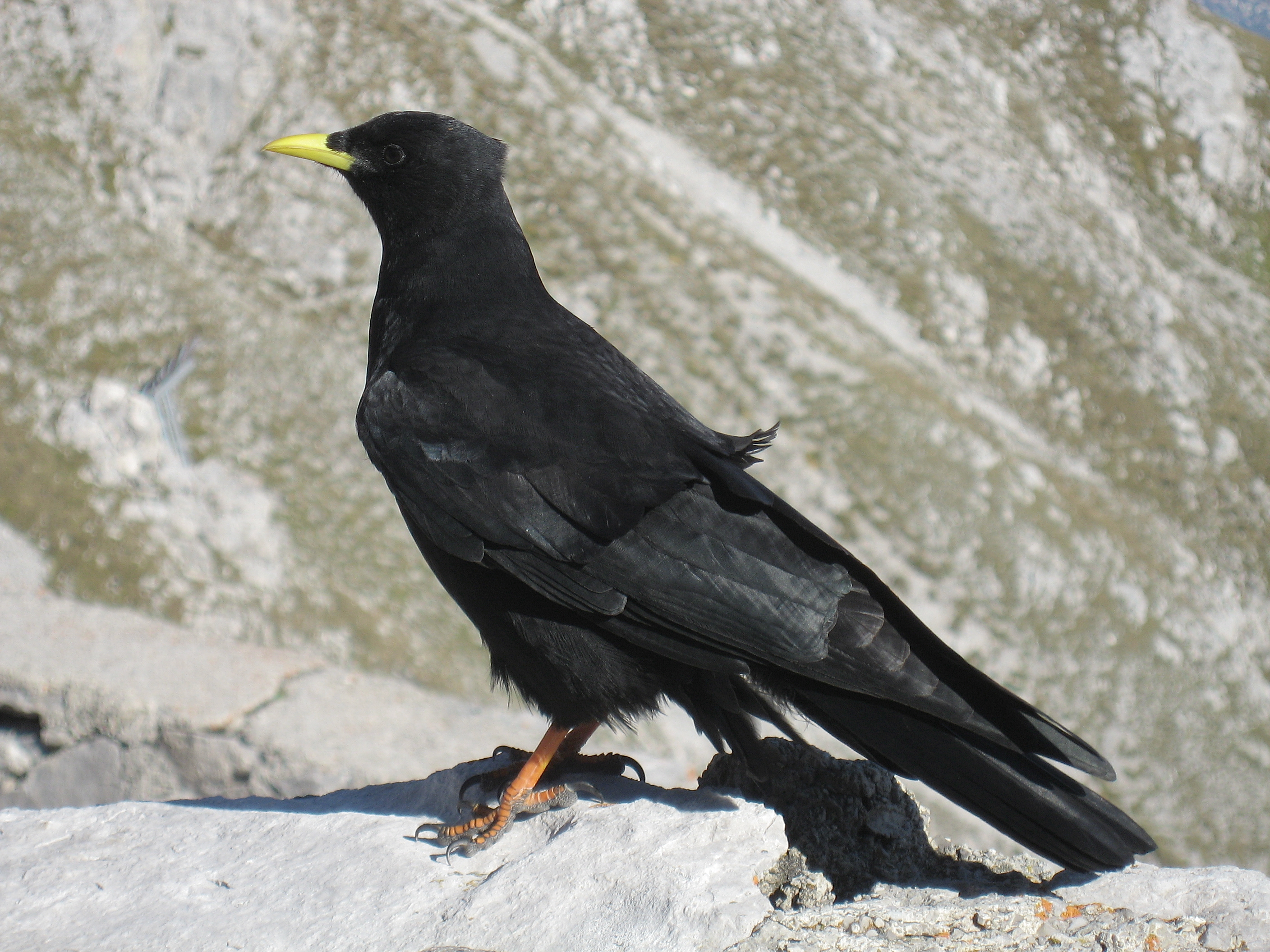